# Endenich
Endenich a németországi Bonn város egyik kerülete, mely 1904-ig önálló község volt. Lakosainak száma 13 670 fő (2023. január 1.).

## Nevezetes személyek
Hosszú betegeskedés után az itteni szanatóriumban halt meg Munkácsy Mihály festőművész 1900. május 1-én.

## Népesség
| 2023 | 13 670 |